# Desolation Jones
Desolation Jones é uma série de revistas em quadrinhos que foi publicada pela DC Comics através de sua linha editorial WildStorm. Escrita por Warren Ellis, teve suas primeiras seis edições ilustradas inicialmente por J.H. Williams III e José Villarrubia. Tendo como cenário a cidade de Los Angeles, a série é protagonizada pelo personagem-título, Michael "Desolation" Jones, um agente aposentado do serviço secreto britânico que, isolado na cidade após ter participado de um experimento genético, é contratado por um Coronel para investigar quem teria roubado de sua coleção particular um item de valor inestimável: os filme pornográficos caseiros de Adolf Hitler.
Em 2006, acumulou seis indicações na edição daquele ano do Eisner Awards: "Melhor Nova Série", "Melhor Arco de História" para a trama das cinco primeiras edições, "Melhor Escritor" para Ellis, "Melhor Desenhista" para Williams, "Melhor Colorista" para Villarrubia e "Melhor Letreirização" para Todd Klein. Destes, apenas Klein sairia vencedor. A partir da sétima edição, Williams foi substituído por Danijel Zezelj, mas a série foi descontinuada na oitava edição. Segundo o próprio Ellis, após ter enfrentado problemas com seus computadores e com os back-ups de seus arquivos, e consequentemente perdido os roteiros não apenas para a segunda história, mas também para outros trabalhos de sua autoria, não há planos para retomar a série.